# Li Shishi waizhuan
Li Shishi waizhuan (chinesisch 李師師外傳 / 李师师外传, englisch An Unofficial Biography of Li Shishi – „Inoffizielle Biographie von Li Shishi“) ist ein Werk der chuanqi 傳奇-Gattung der chinesischen Literatur aus der Zeit der Nördlichen Song-Dynastie.

## Handlung
Es erzählt die Geschichte von Li Shishi, die nach dem Tod ihrer Eltern an ein Bordell verkauft wurde und sich mit dem Kaiser Huizong der Song-Dynastie anfreundete, wodurch sie in den Genuss von Schmuck und Delikatessen kam. Es heißt auch, dass Li Shishi der Liebling von Zhou Bangyan, einem berühmten Lyriker der Song-Dynastie, war. Als die Truppen der Jin-Dynastie einmarschierten, spendete Li Shishi Geld für den Kampf gegen die diese. Nach dem Fall der Hauptstadt wurde sie Zhang Bangchang dem Befehlshaber der Jin-Armee angeboten, doch Li Shishi verweigerte den Gehorsam und beging Selbstmord. Die Erzählung stellt Li Shishi als rechtschaffen dar und kritisiert die Schmeicheleien des Zhang Bangchang. Einige der Inhalte wurden später vom Shuihu zhuan 水浒传 (dt. bekannt unter dem Titel Die Räuber vom Liang-Schan-Moor) übernommen.
Über Li Shishi ist die Nachwelt hauptsächlich über Werke aus den Gattungen der yeshi 野史 (Wilde Geschichten) und biji (Pinselnotizen) unterrichtet. Wen Xingzhuan 文星传 hat neuerdings eine Biographie von Li Shishi verfasst.
In der Bibliographie des Hanyu da zidian wird das Li Shishi waizhuan 李师师外传 in der Ausgabe des Xiangyan congshu 香艳丛书 (di-er ji 第二集) herangezogen.
Der von Li Jianguo (Songdai chuanqi ji) und Lu Xun (Tang Song chuanqi ji) herausgegebene Text basiert auf Hu Tings 胡珽 (1822–1861) Linlang mishi congshu 琳琅秘室叢書.